# Сагингалиев, Булекбай
Булекбай Сагингалиев — советский хозяйственный, государственный и политический деятель.

## Биография
Родился в 1927 году в Досоре. Член КПСС.
С 1944 года — на хозяйственной, общественной и политической работе. В 1944—2000 гг. — ревизор-контролер ОРСа треста «Казнефтеразведка»,
помощник мастера, мастер по добыче нефти, начальник газового промысла треста «Кулсары» объединения «Казахстаннефть», главный инженер нефтепромысла, НПУ «Кошкар», «Доссор», «Макат» и «Каратон» объединения «Казахстаннефть», начальник отдела объединения «Казахстаннефть», начальник отдела нефтяной и газовой промышленности Казахского CHX, заместитель заведующего отделом тяжелой промышленности ЦК Компартии Казахстана, заместитель начальника объединения «Казахстаннефть», генеральный директор объединения «Эмбанефть», начальник отдела нефти и газа Госплана Казахской ССР, генеральный директор НПО «Казнефтебитум», президент АО "НПЦ «Мунай», генеральный директор ТОО «Жаксымай».
Делегат XXVI съезда КПСС.
Лауреат Государственной премии Республики Казахстан.
Умер в 2009 году.